# Saint-Germain-près-Herment
 Saint-Germain-près-Herment  es una población y comuna francesa, situada en la región de Auvernia, departamento de Puy-de-Dôme, en el distrito de Clermont-Ferrand y cantón de Herment.

## Demografía
| 171 | 177 | 154 | 117 | 90 | 75 |
| Para los censos de 1962 a 1999 la población legal corresponde a la población sin duplicidades (Fuente: INSEE [Consultar]) |     |     |     |    |    |